# سد متاتا
سد متاتا (به لاتین: Mthatha Dam) یک سد در آفریقای جنوبی است که در Mthatha, Eastern Cape واقع شده‌است.